# 제4회 모스크바 국제 영화제
제4회 모스크바 국제 영화제는 1965년 7월 5일부터 7월 20일까지 열린 시상식이다. 그랑프리는 세르게이 본다르추크 감독의 소련 영화 '전쟁과 평화 (영화 시리즈)'와 졸탄 파브리 감독의 헝가리 영화 '20시간'(Húsz óra)이 공동 수상했다.

## 수상 및 후보

### 대상
- 이태리식 결혼 - 비토리오 데 시카
- 달링 - 존 슐레진저